# Summerton
Summerton is een plaats (town) in de Amerikaanse staat South Carolina, en valt bestuurlijk gezien onder Clarendon County.

## Demografie
Bij de volkstelling in 2000 werd het aantal inwoners vastgesteld op 1061.
In 2006 is het aantal inwoners door het United States Census Bureau geschat op 1049, een daling van 12 (-1,1%).

## Geografie
Volgens het United States Census Bureau beslaat de plaats een oppervlakte van
3,0 km², geheel bestaande uit land. Summerton ligt op ongeveer 29 m boven zeeniveau.

## Plaatsen in de nabije omgeving
De onderstaande figuur toont nabijgelegen plaatsen in een straal van 20 km rond Summerton.